# 松浦信次
松浦 信次（まつうらしんじ、1967年12月26日 - ）は、日本のキックボクサー。神奈川県出身。身長177cm、体重70kg。冠斗ジム所属。元全日本キックボクシング連盟ウェルター級王者。元NJKFウェルター級王者。